# Mercantile (voilier)
Le Mercantile est un deux-mâts goélette en bois à voile aurique construit en 1916 dans un chantier naval de l'État américain du Maine.
Restauré en 1989, il est répertorié en tant que National Historic Landmarkdepuis 1991.

## Histoire
Il a été construit durant trois hivers par la famille Billings et lancé en 1916 pour le compte de la Pearl F. Billings. 
De faible tirant d'eau, le Mercantile a servi de caboteur côtier pour les petits ports du Maine : matériaux de construction, charbon et poissons salés
En 1925, il rejoint le port de Rockland pour le compte d'un autre manufacturier. 
Après une collision avec un bateau à vapeur, il subit des réparations conséquentes entre 1938 et 1940 dans le chantier naval de Stonington. En 1940, il est vendu à Arthur Billings pour du cabotage puis en 1943 au capitaine Charles D. O'Connor de Warwick, Rhode Island, qui l'utilisait dans le cabotage et la pêche au maquereau au port de Providence. 
En 1945, il est  vendu au capitaine Frank Swift, retourne dans le Maine et est utilisé dans une flotte d'autres anciens schooners de commerce appartenant à la Maine Windjammer Cruises de Camden Harbor.
En 1961, il devient la propriété de capitaine Jim Nisbet, en 1985 à Leslie E. Bex puis à Ray et Ann Williamson, tous de Camden.
En 1989, le Mercantile est totalement restauré. Il est aménagé avec des cabines pour des croisières de 3 jours et de 4 jours.  Propriété privée, il fait partie de la Windjammer Association qui regroupe une dizaine de goélettes du Maine (mais avec des propriétaires indépendants) dont sept sont des historic landmarks.